# Psila nitida
Psila nitida är en tvåvingeart som beskrevs av Iwasa 1991. Psila nitida ingår i släktet Psila och familjen rotflugor. Inga underarter finns listade i Catalogue of Life.